# Богазкёйский архив
Богазкёйский архив — собрание текстов, обнаруженных на месте столицы Хеттского государства, города Хаттусас (ныне Богазкёй в Турции). При раскопках археологами обнаружено свыше 14 тысяч клинописных текстов на глиняных табличках II тысячелетия до н. э.. Это один из древнейших государственных (царских) архивов; он даёт наиболее полные представления о Хеттском царстве и его обитателях.
Открытие Богазкёйского архива произошло в 1906 году, когда Германское восточное общество направило в Богазкёй специальную археологическую экспедицию во главе с Гуго Винклером. Предварительное сообщение о своих раскопках Г. Винклер опубликовал в 1907 году. До этого наиболее значимым с точки зрения хеттологии было обнаружение в 1891 году богатого Амарнского архива, среди клинописных табличек которого была обнаружена и переписка правителей хатти.

## Языки
Клинописные тексты из Хаттусаса составлены на следующих восьми языках:
- хеттский — на нём написана большая часть архива;
- аккадский — семитский язык Вавилона и Ассирии (хетты называли его вавилонским);
- лувийский — находится в близком родстве с хеттским;
- палайский — индоевропейский язык, о котором мало известно, так как он засвидетельствован только в культе одного божества — Ципарвы;
- хаттский — тексты на этом языке предварялись словом hattili;
- хурритский — фрагменты перевода шумерского эпоса «Гильгамеш» и т. д.;
- митаннийский арийский язык — отдельные глоссы в текстах;
- иероглифический лувийский («иероглифический хеттский» или «табальский»).

## Содержание
Богазкёйский архив публикуется начиная с 1965 года в рамках академического проекта Studien zu den Bogazkoy-Texten. Он содержит царские анналы, хроники, указы, договоры, списки царей, дипломатическую переписку, дарственные записи, своды законов, судебные протоколы, мифологические и религиозные тексты, астрологические предсказания, шумерско-аккадско-хеттские словари, сочинения о коневодстве и пр.
Расшифрованные тексты большей частью относятся к новохеттскому периоду (XIV—XIII века до н. э.), но встречаются среди них и более древние (XVII—XVI века до н. э.).

## Значение
Обнаружение Богазкёйского архива положило начало систематической работе по расшифровке неизвестного языка обнаруженных табличек, которая успешно завершилась в 1915 году открытием Бедржиха Грозного, который доказал индоевропейский характер этого языка, названного хеттским.
Данный архив послужил основным источником исследования обширной хурритской литературы, а также истории контактов хеттов с хурритами.